# The Wild Heart
The Wild Heart – drugi solowy album wokalistki i kompozytorki Stevie Nicks, wydany w czerwcu 1983 roku.
Album był promowany przez trzy single: "Stand Back", wydany 19 maja 1983 roku, "If Anyone Falls", wydany 3 września 1983 i "Nightbird", wydany 30 listopada 1983. W nagrywaniu utworu "Stand Back" wziął udział Prince, jednak na okładce albumu nie podano o tym informacji.

## Lista utworów
| Lp. | Tytuł                  | Muzyka i tekst       | Czas |
| --- | ---------------------- | -------------------- | ---- |
| 1   | "Wild Heart"           | Stevie Nicks         | 6:08 |
| 2   | "If Anyone Falls"      | Sandy Stewart, Nicks | 4:07 |
| 3   | "Gate and Garden"      | Nicks                | 4:05 |
| 4   | "Enchanted"            | Nicks                | 3:05 |
| 5   | "Nightbird"            | Stewart, Nicks       | 4:58 |
| 6   | "Stand Back"           | Nicks                | 4:18 |
| 7   | "I Will Run To You"    | Tom Petty            | 3:21 |
| 8   | "Nothing Ever Changes" | Stewart, Nicks       | 4:09 |
| 9   | "Sable On Blond"       | Nicks                | 4:13 |
| 10  | "Beauty And The Beast" | Nicks                | 6:09 |

## Wykonawcy
- Stevie Nicks – śpiew
- Sharon Celani – wokal wspomagający
- Lori Nicks – wokal wspomagający

Gościnnie
- Sandy Stewart – keyboard, syntezator, pianino, wokal wspomagający (utwory 1, 3, 5, 6, 8, 9)
- Tom Petty – gitara, śpiew (utwór 7)
- Mike Campbell – gitara (utwór 7)
- Benmont Tench – organy, keyboard (utwory 3-5, 7)
- Howie Epstein – gitara basowa (utwór 7)
- Stan Lynch – perkusja (utwór 7)
- Mick Fleetwood – perkusja (utwór 9)
- Steve Lukather – gitara (utwór 6)
- Don Felder – gitara (utwór 8)
- Prince – syntezator (utwór 6, nie oznaczono jego wkładu na albumie)

Muzycy sesyjni
- David Monday – gitara (utwory 1, 3)
- Dean Parks – gitara (utwór 1)
- Waddy Wachtel – gitara (utwory 2-6, 9)
- David Williams – gitara (utwór 6)
- Roger Tausz – gitara basowa (utwór 1)
- Bob Glaub - gitara basowa (utwory 2, 4, 8)
- Kenny Edwards – gitara basowa (utwory 5, 9)
- John Beal - gitara basowa (utwór 10)
- Roy Bittan – syntezator, pianino (utwory 2, 4, 8, 9)
- David Foster – pianino (utwór 5)
- Brad Smith – perkusja, tamburyn (utwory 1, 3)
- Russ Kunkel – perkusja (utwory 2, 4, 6, 8)
- Bobbye Hall – tamburyn (utwory 2, 4, 6, 8)
- Marvin Caruso – perkusja (utwory 5, 6)
- Ian Wallace – tamburyn (utwór 6)
- Phil Kenzie – saksofon (utwór 8)
- Carolyn Brooks - wokal wspomagający (utwory 2, 10)

Sekcja skrzypiec w utworze "Beauty and the Beast"
- Gene Bianco – harfa
- Jesse Levine, Julien Barber, Theodore Israel, Harry Zaratzian – altówka
- Jesse Levy, Frederick Zlotkin, Seymour Barab, Jon Abramowitz – wiolonczela
- Marvin Morgenstern, Herbert Sorkin, John Pintavalle, Max Ellen, Regis Eandiorio, Harry Glickman, Peter Dimitriades, Paul Winter, Matthew Raimondi, Harry Cykman, Raymond Kunicki, Lewis Eley, Ruth Waterman, Paul Gershman – skrzypce